# Sławniowice
Sławniowice (niem. Groß Kunzendorf) – wieś w Polsce położona w województwie opolskim, w powiecie nyskim, w gminie Głuchołazy. Historycznie leży na Dolnym Śląsku, na ziemi nyskiej. Położona jest na terenie Przedgórza Paczkowskiego, będącego częścią Przedgórza Sudeckiego. Przepływa przez nią rzeka Mora.
W latach 1975–1998 miejscowość należała administracyjnie do ówczesnego województwa opolskiego.
Według danych na 2011 wieś była zamieszkana przez 548 osób.

## Geografia

### Położenie
Wieś jest położona w południowo-zachodniej Polsce, w województwie opolskim, około 1 km od granicy z Czechami, we wschodniej części Przedgórza Paczkowskiego. Należy do Euroregionu Pradziad. Przez granice administracyjne wsi przepływa rzeka Mora.

### Środowisko naturalne
W Sławniowicach panuje klimat umiarkowany ciepły. Średnia temperatura roczna wynosi +7,7 °C. Duże zróżnicowanie dotyczy termicznych pór roku. Średnie roczne opady atmosferyczne w rejonie Sławniowic wynoszą 611 mm. Dominują wiatry zachodnie.

## Nazwa
Miejscowość wzmiankowana w 1284 r. jako villa Cunati, w 1291 r. (niepewna lokalizacja) jako Slawnewiz, a w 1300 r. jako Cunczendorf. Niemiecką nazwą wsi było Groß Kunzendorf, w odróżnieniu od pobliskiego Konradowa (Dürr Kunzendorf) i Trzebini (Kunzendorf) koło Prudnika. Obecna nazwa zatwierdzona administracyjnie w 1946.

## Historia
W 1201 miejscowość została przeniesiona na nowe prawo. Co najmniej od XIV wieku wydobywany jest w Sławniowicach marmur – w Kępnicy zachował się nagrobek proboszcza Flermana z 1314 roku.
W 1603 miejscowi chłopi (jednym z przywódców był Jerzy Grötzner) podnieśli bunt antyfeudalny i opanowali wieś, kapitulując dopiero po 13 latach. W XVII wieku nastąpił w miejscowości rozkwit wydobycia marmuru, lecz zamarło ono całkowicie w XVIII wieku. W XIX wieku w celu wywozu wydobywanego kamienia utworzono połączenie kolejowe Nowy Świętów – Sławniowice. Wydobycie wznowiono po 1945 roku.
W latach 1945–1950 Sławniowice należały do województwa śląskiego, a od 1950 do województwa opolskiego.
W latach 1945–1947 stacjonowała w Sławniowicach strażnica Wojsk Ochrony Pogranicza, po której pozostały gruzy przy tzw. „drodze czereśniowej”.
W 1977 w miejscowości znajdowało się 16 stanowisk kamieniołomów, częściowo nieczynnych.
W latach 1996–2007 funkcjonowało w Sławniowicach przejście graniczne Sławniowice-Velké Kunětice.

## Zabytki
- przydrożna kapliczka z późnobarokową rzeźbą[9]
- kalwaria na górce za wioską[9]